# غلامرضا حیدری
غلامرضا حیدری (زاده ۱۳۳۴ در چالوس) سیاستمدار اصلاح طلب و نماینده سابق مردم حوزه تهران، شمیرانات، ری و اسلامشهر در دهمین دوره مجلس شورای اسلامی است. او در دورهٔ دوم و سوم مجلس شورای اسلامی نیز نماینده فراهان، تفرش و آشتیان بود.

## زندگی‌نامه
او در سال ۱۳۳۴، در خانواده‌ای تفرشی، در چالوس متولد شد. دوران دانش‌آموزی تا کلاس یازدهم  در چالوس گذراند. کلاس دوازدهم را در دبیرستان دکتر هشترودی تهران خواند و پس از آن تحصیلات را در رشته مهندسی برق دانشگاه امیرکبیر ادامه داد. دوران دانشجویی با روزهای انقلاب همزمان بود و تحصیل به دلیل اعتصابات انقلاب طولانی‌تر از معمول شد تا اینکه در خرداد ماه سال ۱۳۵۹ فارغ‌التحصیل شد. در سال‌های بعد،  تحصیلات را تا مقطع دکترا در رشته «مدیریت سیاست‌گذاری» دنبال کرد. دوران خدمت سربازی را در هیئت تحریریه مجله «پیام انقلاب سپاه» گذراند. در آن مدت مقالات زیادی در مورد مسائل گوناگون اجتماعی و سیاسی نوشت که بعدها به صورت کتاب و در ۷ جلد تحت عنوان «کلیه عوامل و موانع رشد خویش را بشناسیم» منتشر شد. کتاب‌های «نامه‌ای به مادر» و «نامه‌ای به همسر» که در دوران جنگ تحمیلی، از جبهه نبرد و در طول عملیات مختلف به نگارش درآورد، در تیراژ وسیعی منتشر شد. در سال ۱۳۶۲ وارد وزارت نیرو شد و به عنوان «سرپرست معاونت سازندگی و آموزش وزارت نیرو» به فعالیت پرداخت. بعد از آن به عنوان نمایندهٔ دورهٔ دوم از حوزه انتخابیه تفرش، فراهان و آشتیان؛ و در دورهٔ سوم از حوزه آشتیان / تفرش، وارد مجلس شورای اسلامی شد. در مجلس دوم عضو هیئت رئیسه مجلس و در مجلس سوم رئیس کمیسیون نیرو، مخابرات و انرژی اتمی بود. بعد از دوران نمایندگی، پست مشاور وزیر نیرو را بر عهده داشت و پس از آن نیز، مدتی به عنوان رئیس هیئت مدیره و مدیر عامل شرکت هلدینگ ساتکاپ به فعالیت خود ادامه داد. هم چنین در فعالیت‌های آموزشی و دانشگاهی نیز سابقه عضویت در هیئت علمی دانشگاه صنعت آب و برق (شهید عباسپور) و ریاست دانشکده مدیریت و اقتصاد دانشگاه شهید عباسپور را دارد. وی هم‌اکنون به عنوان عضو هیئت علمی و مدیر گروه مدیریت و علوم اجتماعی پژوهشگاه نیرو مشغول به فعالیت می‌باشد.
او همچنین پدر هادی حیدری نقاش و کارتونیست مطبوعاتی می‌باشد.

## نماینده تهران در مجلس دهم
در دهمین دوره انتخابات مجلس شورای اسلامی، غلامرضا حیدری، در لیست سی نفرهٔ ائتلاف فراگیر اصلاح طلبان: گام دوم در تهران حضور داشت و توانست با کسب ۱٬۱۸۰٬۰۹۵ رأی، در رتبهٔ سیزدهم تهران، وارد مجلس دهم شود.